# David Blunkett
David Blunkett (ur. 6 czerwca 1947 w Sheffield) – brytyjski polityk, minister edukacji i zatrudnienia, minister spraw wewnętrznych i minister pracy i emerytur w rządach Tony’ego Blaira, polityk Partii Pracy.

## Życiorys
Od urodzenia jest niewidomy. Jego ojciec zginął w wypadku w fabryce, kiedy David miał 12 lat. Matka zmarła miesiąc później. Blunkett uczęszczał do szkoły dla niewidomych w Sheffield i Shrewsbury. Nie udało mu się dostać do szkoły dla niewidomych w Worcester. Naukę kontynuował więc w Royal National College for the Blind w Hereford. Dzięki uzyskanemu stypendium dostał się na uniwersytet w Sheffield, gdzie ukończył nauki polityczne. Następnie rozpoczął pracę w lokalnych organach administracji. W 1970 r. został wybrany do rady miasta Sheffield, w której zasiadał do 1988 r. W 1980 r. został przewodniczącym rady. Reprezentował lewe skrzydło Partii Pracy. W latach 80. został wybrany do partyjnego Narodowego Komitetu Wykonawczego.
W 1987 r. Blunkett wygrał wybory powszechne w okręgu Sheffield Brightside i zasiadł w Izbie Gmin. Szybko został głównym mówcą opozycji ds. samorządów lokalnych. W 1992 r. został ministrem zdrowia w gabinecie cieni Johna Smitha, a w 1994 r. ministrem edukacji w gabinecie cieni Tony’ego Blaira. Po wyborczym zwycięstwie laburzystów w 1997 r. Blunkett objął tekę ministra edukacji i zatrudnienia jako pierwszy w historii niewidomy członek gabinetu.
Po kolejnym zwycięstwie laburzystów w 2001 r. Blunkett otrzymał stanowisko ministra spraw wewnętrznych. Na tym stanowisku działał na rzecz zaostrzenia polityki wobec imigrantów oraz rozszerzenia kompetencji śledczych organów państwa. Blunkett zrezygnował ze stanowiska w grudniu 2004 r. Przyczyną był skandal, jaki wybuchł niewiele wcześniej. Od 2001 r. Blunkett miał romans z dziennikarką Spectarora, Kimberly Fortier, z którą rozstał się w sierpniu 2004 r. Wkrótce potem złożył pozew do sądu o uznanie go za ojca nienarodzonego dziecka Fortier oraz jej urodzonego w 2002 r. syna. Podczas rozprawy ujawniono fakt, że Blunkett dokonywał machinacji przy przedłużeniu wizy filipińskiej opiekunki dla dzieci zatrudnionej w Fortier. Ujawnienie sprawy wizy wywołało krytykę w gabinecie i Blunkett musiał podać się do dymisji. Testy DNA potwierdziły, że Blunkett jest ojcem tylko starszego z dzieci Fortier.
Blunkett powrócił do gabinetu po wyborach w 2005 r. stając na czele resortu pracy i emerytur. W październiku ujawniono, że już po objęciu stanowiska Blunkett stał się udziałowcem i dyrektorem firmy DNA Bioscience, przeprowadzającej testy na ojcostwo. Wywołało to kolejną burzę w mediach. Zajmujący się sprawą sekretarz gabinetu sir Gus O’Donnell stwierdził, że Blunkett mógł zostać dyrektorem i udziałowcem firmy, aczkolwiek powinien się zwrócić w tej sprawie do Komitetu Doradczego. Wkrótce wyszło na jaw, że Blunkett pracuje dodatkowo w dwóch innych firmach – World ORT i Indepen Consulting. 2 listopada Blunkett spotkał się premierem Blairem i na tym spotkaniu zrezygnował ze stanowiska ministerialnego.